# Jort
Jort é uma comuna francesa na região administrativa da Normandia, no departamento Calvados. Estende-se por uma área de 6,6 km². Em 2010 a comuna tinha 302 habitantes (densidade: 45,8 hab./km²).